# Beltheim
Beltheim ist eine Ortsgemeinde im Rhein-Hunsrück-Kreis in Rheinland-Pfalz. Sie gehört der Verbandsgemeinde Kastellaun an.

## Geographie

### Lage
Beltheim liegt zentral in der Mittelgebirgslandschaft des Hunsrücks  nördlich der Hunsrückhöhenstraße etwa fünf Kilometer nordöstlich der Stadt Kastellaun.

### Gemeindegliederung
Die Ortsgemeinde gliedert sich in sechs Ortsbezirke:
| Ortsbezirk  | zugehörende Wohnplätze                                      | Einwohner |
| ----------- | ----------------------------------------------------------- | --------- |
| Beltheim    | Olbermannsmühle, Schmausemühle am Deimerbach, Schmollemühle | 928       |
| Frankweiler | –                                                           | 245       |
| Heyweiler   | Auf dem Hau                                                 | 199       |
| Mannebach   | –                                                           | 96        |
| Schnellbach | Lindenhof                                                   | 309       |
| Sevenich    | Buchenhof                                                   | 142       |
| Insgesamt   |                                                             | 1.919     |

### Nachbargemeinden
Angrenzende Nachbarorte von Beltheim sind (im Uhrzeigersinn) Gondershausen, Bickenbach, Braunshorn, Gödenroth, Roth, Uhler, Korweiler, Dommershausen und Beulich.

## Geschichte
Der Ort Beltheim wurde im Jahre 893 im Prümer Urbar erstmalig als Beltuom urkundlich erwähnt. Beltheim war seit dem späten Mittelalter der Hauptort des Beltheimer Gerichts, ein dreiherrisches Kondominium, zu dem 13 umliegende Ortschaften gehörten. Im 14. Jahrhundert war die Hälfte des Gerichtes in den Händen von Kurtrier und jeweils ein Viertel als Lehen im Besitz der Herren von Braunshorn und Waldeck. Der Waldecker Anteil gelangte 1366 an die Grafen von Sponheim.
Nach der Einnahme des linken Rheinufers durch französische Revolutionstruppen (1794) kam Beltheim zu Frankreich und gehörte von 1798 bis 1814 zum Kanton Kastellaun im Rhein-Mosel-Departement. Aufgrund der auf dem Wiener Kongress getroffenen Vereinbarungen wurde die Region 1815 dem Königreich Preußen zugeordnet. Unter der preußischen Verwaltung kamen alle heute zur Ortsgemeinde gehörenden Orte zur Bürgermeisterei Kastellaun im 1816 gebildeten Kreis Simmern im Regierungsbezirk Koblenz. 
Seit 1946 ist der Ort Teil des Landes Rheinland-Pfalz. Im Rahmen der Mitte der 1960er Jahre begonnenen rheinland-pfälzischen Gebiets- und Verwaltungsreform wurde die heutige Gemeinde am 17. März 1974 aus den bis dahin eigenständigen Gemeinden Beltheim, Frankweiler, Heyweiler, Mannebach, Schnellbach und Sevenich neu gebildet.
Bevölkerungsentwicklung
Die Entwicklung der Einwohnerzahl von Beltheim bezogen auf das heutige Gemeindegebiet; die Werte von 1871 bis 1987 beruhen auf Volkszählungen:
| Jahr | Einwohner |
| ---- | --------- |
| 1815 | 1.106     |
| 1835 | 1.483     |
| 1871 | 1.699     |
| 1905 | 1.835     |
| 1939 | 1.921     |
| 1950 | 1.727     |
| 1961 | 1.646     |

| Jahr | Einwohner |
| ---- | --------- |
| 1970 | 1.773     |
| 1987 | 1.829     |
| 1997 | 2.047     |
| 2005 | 2.054     |
| 2011 | 1.981     |
| 2017 | 1.951     |
| 2022 | 2.001     |

## Politik

### Ortsbürgermeister
Ortsbürgermeister der Ortsgemeinde Beltheim ist Uwe Hammes (parteilos). Bei der Kommunalwahl am 26. Mai 2019 wurde er mit einem Stimmenanteil von 84,74 % in seinem Amt bestätigt. Bei der Direktwahl am 9. Juni 2024 wurde Hammes mit 85,3 % der Stimmen ohne Gegenkandidaten erneut wiedergewählt.

### Ortsbezirke
Jeder der sechs Orte der Ortsgemeinde Beltheim bildet einen Ortsbezirk mit einem Ortsbeirat und einem Ortsvorsteher.

### Ortsbezirk Beltheim
Der Ortsbeirat besteht aus sieben Mitgliedern.
Ortsvorsteherin ist Kornelia Kremer.

### Wappen
| Wappen von Beltheim | Blasonierung: „Gespalten, vorn in Silber ein durchgehendes rotes Balkenkreuz, hinten geteilt, oben von Rot und Silber in vier Spalten geschacht, unten in Rot drei silberne Hifthörner ohne Fessel (2:1).“                                          |
| Wappen von Beltheim | Wappenbegründung: Das rote Kreuz in Silber (Sankt-Georgs-Kreuz) steht für Kurtrier, das rot-silberne Schachmuster erinnert an das Geschlecht der Sponheimer und die drei silbernen Hifthörner in Rot sind das Wappen der Freiherren von Braunshorn. |

## Persönlichkeiten
Der in Beltheim getaufte und aus Frankweiler stammende Johann Joseph Becker (1738–1800) war römisch-katholischer Pfarrer in Mastershausen und Landdechant des Dekanates Zell.
Der wohl bekannteste Beltheimer ist der Kleinwarenhändler Beldemer Lippert, der von 1888 bis 1963 lebte.